# Grandchamp (Yvelines)
Pour les articles homonymes, voir Grandchamp.
Grandchamp est une commune française située dans le département des Yvelines en région Île-de-France.

## Géographie

### Situation
La commune de Grandchamp est située dans l'ouest médian du département, en limite ouest du massif forestier de Rambouillet, dans une plaine vallonnée et relativement boisée qui marque le nord de la plaine de Beauce.

### Hameaux de la commune
Deux hameaux, aujourd'hui accolés, regroupent l'essentiel de l'habitat de la commune, celui de Curé (anciennement Curet) où se trouvait autrefois l'église et celui de Paincourt ; à l'écart et à l'ouest, jouxtant la forêt, le domaine de Grandchamp et un peu plus au nord, Champeau (anciennement Champo), une ferme isolée. Le hameau du Breuil sur la RD 983, est partagé avec Condé-sur-Vesgre et Adainville.

### Communes voisines
Les communes sont Condé-sur-Vesgre au nord-est, Adainville à l'est, La Hauteville au sud, Le Tartre-Gaudran au sud-sud-est, Les Pinthières au sud-est et Boutigny-Prouais de l'ouest au nord-ouest, ces deux dernières communes faisant partie du département d'Eure-et-Loir.

### Transports et voies de communications

#### Réseau routier
La commune est traversée par la route départementale 983 qui mène, vers le nord, à Condé-sur-Vesgre et au-delà à Mantes-la-Jolie et, vers le sud, au Tartre-Gaudran et à Nogent-le-Roi dans le département voisin d'Eure-et-Loir. Le reste de la voirie est exclusivement vicinale.

#### Desserte ferroviaire
La gare SNCF la plus proche est la gare de Houdan à treize kilomètres au nord.

#### Bus
La commune est desservie par la ligne 5215 du réseau de bus Centre et Sud Yvelines.

### Climat
Pour des articles plus généraux, voir Climat de l'Île-de-France et Climat des Yvelines.
En 2010, le climat de la commune est de type climat océanique dégradé des plaines du Centre et du Nord, selon une étude du CNRS s'appuyant sur une série de données couvrant la période 1971-2000. En 2020, Météo-France publie une typologie des climats de la France métropolitaine dans laquelle la commune est dans une zone de transition entre le climat océanique et le climat océanique altéré et est dans la région climatique Sud-ouest du bassin Parisien, caractérisée par une faible pluviométrie, notamment au printemps (120 à 150 mm) et un hiver froid (3,5 °C).
Pour la période 1971-2000, la température annuelle moyenne est de 10,4 °C, avec une amplitude thermique annuelle de 14,5 °C. Le cumul annuel moyen de précipitations est de 639 mm, avec 10,5 jours de précipitations en janvier et 7,9 jours en juillet. Pour la période 1991-2020, la température moyenne annuelle observée sur la station météorologique la plus proche, située sur la commune de Saint-Léger-en-Yvelines à 12 km à vol d'oiseau, est de 11,0 °C et le cumul annuel moyen de précipitations est de 706,3 mm,. Pour l'avenir, les paramètres climatiques de la commune estimés pour 2050 selon différents scénarios d'émission de gaz à effet de serre sont consultables sur un site dédié publié par Météo-France en novembre 2022.

## Urbanisme

### Typologie
Au 1er janvier 2024, Grandchamp est catégorisée commune rurale à habitat dispersé, selon la nouvelle grille communale de densité à sept niveaux définie par l'Insee en 2022.
Elle est située hors unité urbaine. Par ailleurs la commune fait partie de l'aire d'attraction de Paris, dont elle est une commune de la couronne,. Cette aire regroupe 1 929 communes,.

### Occupation des solssimplifiée
Le territoire de la commune se compose en 2017 de 93,18 % d'espaces agricoles, forestiers et naturels, 3,51 % d'espaces ouverts artificialisés et 3,31 % d'espaces construits artificialisés.

## Toponymie
En 1178, pour la première fois, il est fait mention de ce village lors d’une dotation de Simon d’Anet au bénéfice de l’abbaye. Grandis campus (« La grande plaine »), Grand-Champ, Granchamp en 1793, Grandchamp en 1801.
Le toponyme est issu du latin grandis campus, « grand champ »,, de l'adjectif oïl grand et champ.

## Histoire
L'histoire de la commune est marquée par la présence ancienne de l'abbaye de Grandchamp fondée, semble-t-il, à la fin du XIIe siècle, par Simon IV de Montfort et régie par l'ordre des prémontrés.
La majeure partie des terres de la commune ainsi que celles de nombre de communes avoisinantes, faisait partie des possessions du monastère. Cependant, un abbé de Grandchamp avait la charge des habitants des hameaux de Curé et Paincourt. Il ne reste, de la présence des moines, que la demeure abbatiale et une chapelle.

## Politique et administration

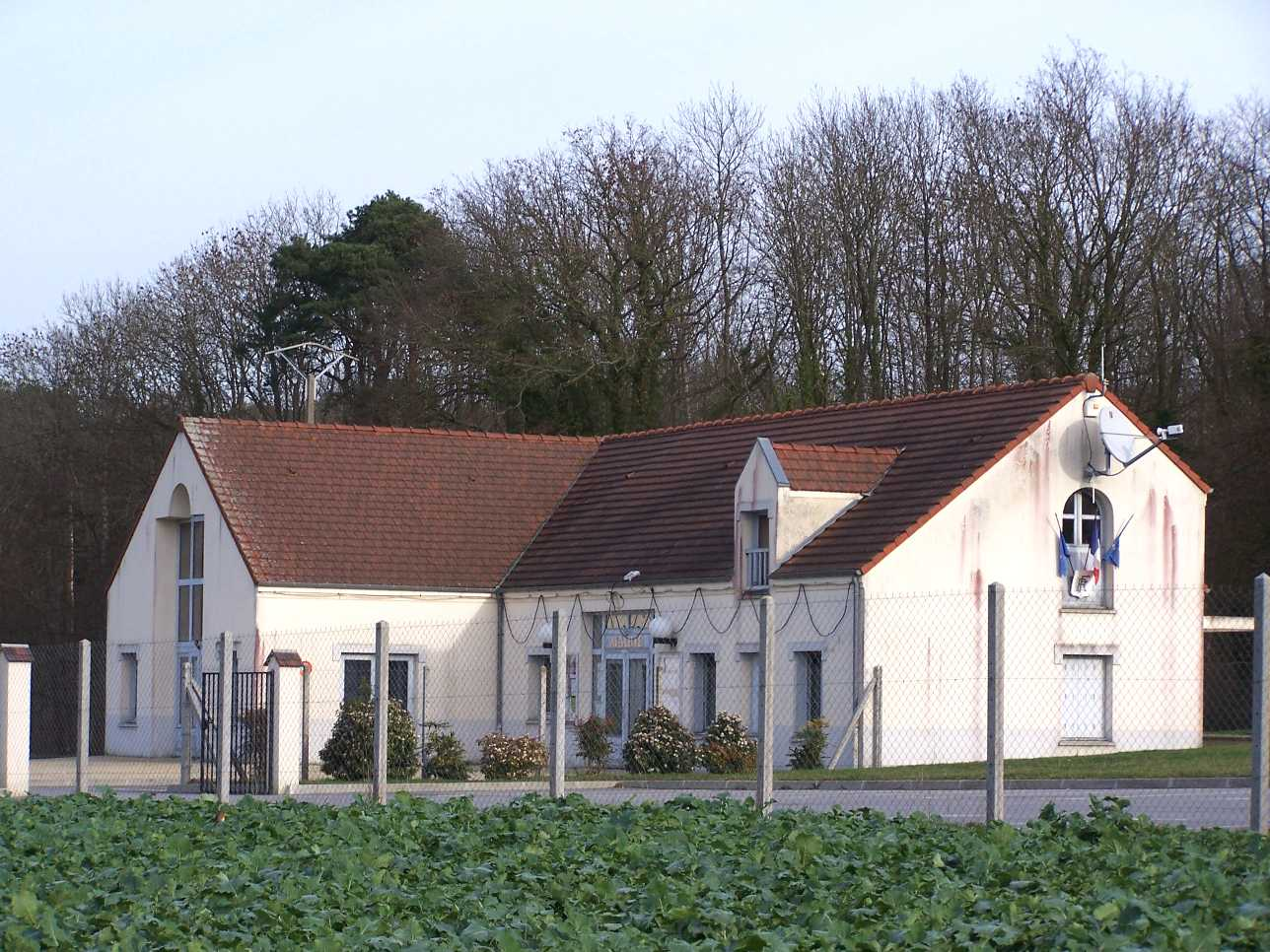
La mairie.

### Liste des maires
| Période                                  | Période  | Identité         | Étiquette | Qualité |
| ---------------------------------------- | -------- | ---------------- | --------- | ------- |
| Les données manquantes sont à compléter. |          |                  |           |         |
| avant 1995                               | ?        | Serge Milhem     |           |         |
|                                          |          |                  |           |         |
| mars 2001                                | 2020     | Jean-Paul Baudot |           |         |
| 2020                                     | En cours | Hervé Renauld    |           |         |

### Instances administratives et judiciaires
La commune de Grandchamp appartient au canton de Bonnières-sur-Seine et est rattachée à la communauté de communes du pays Houdanais.
Sur le plan électoral, la commune est rattachée à la neuvième circonscription des Yvelines, circonscription à dominante rurale du nord-ouest des Yvelines.
Sur le plan judiciaire, Grandchamp fait partie de la juridiction d’instance de Mantes-la-Jolie et, comme toutes les communes des Yvelines, dépend du tribunal de grande instance ainsi que de tribunal de commerce sis à Versailles,.

## Population et société

### Démographie

#### Évolution démographique
L'évolution du nombre d'habitants est connue à travers les recensements de la population effectués dans la commune depuis 1793. Pour les communes de moins de 10 000 habitants, une enquête de recensement portant sur toute la population est réalisée tous les cinq ans, les populations de référence des années intermédiaires étant quant à elles estimées par interpolation ou extrapolation. Pour la commune, le premier recensement exhaustif entrant dans le cadre du nouveau dispositif a été réalisé en 2005.

En 2022, la commune comptait 302 habitants, en évolution de −7,36 % par rapport à 2016 (Yvelines : +2,72 %, France hors Mayotte : +2,11 %).
| 1793 | 1800 | 1806 | 1821 | 1831 | 1836 | 1841 | 1846 | 1851 |
| ---- | ---- | ---- | ---- | ---- | ---- | ---- | ---- | ---- |
| 94   | 90   | 80   | 86   | 110  | 119  | 128  | 131  | 145  |

| 1856 | 1861 | 1866 | 1872 | 1876 | 1881 | 1886 | 1891 | 1896 |
| ---- | ---- | ---- | ---- | ---- | ---- | ---- | ---- | ---- |
| 145  | 178  | 197  | 182  | 175  | 175  | 162  | 146  | 161  |

| 1901 | 1906 | 1911 | 1921 | 1926 | 1931 | 1936 | 1946 | 1954 |
| ---- | ---- | ---- | ---- | ---- | ---- | ---- | ---- | ---- |
| 155  | 142  | 145  | 116  | 111  | 92   | 100  | 106  | 90   |

| 1962 | 1968 | 1975 | 1982 | 1990 | 1999 | 2005 | 2006 | 2010 |
| ---- | ---- | ---- | ---- | ---- | ---- | ---- | ---- | ---- |
| 75   | 83   | 93   | 159  | 219  | 232  | 279  | 295  | 309  |

| 2015 | 2020 | 2022 | - | - | - | - | - | - |
| ---- | ---- | ---- | - | - | - | - | - | - |
| 324  | 293  | 302  | - | - | - | - | - | - |

#### Pyramide des âges
En 2018, le taux de personnes d'un âge inférieur à 30 ans s'élève à 33,1 %, soit en dessous de la moyenne départementale (38 %). De même, le taux de personnes d'âge supérieur à 60 ans est de 19,1 % la même année, alors qu'il est de 21,7 % au niveau départemental.
En 2018, la commune comptait 152 hommes pour 162 femmes, soit un taux de 51,59 % de femmes, légèrement supérieur au taux départemental (51,32 %).
Les pyramides des âges de la commune et du département s'établissent comme suit.
| Hommes | Classe d’âge | Femmes |
| ------ | ------------ | ------ |
| 0,0    | 90 ou +      | 0,7    |
| 3,5    | 75-89 ans    | 6,0    |
| 14,8   | 60-74 ans    | 13,2   |
| 31,0   | 45-59 ans    | 28,5   |
| 17,6   | 30-44 ans    | 18,5   |
| 12,0   | 15-29 ans    | 13,9   |
| 21,1   | 0-14 ans     | 19,2   |

| Hommes | Classe d’âge | Femmes |
| ------ | ------------ | ------ |
| 0,6    | 90 ou +      | 1,4    |
| 6      | 75-89 ans    | 7,8    |
| 13,5   | 60-74 ans    | 14,8   |
| 20,7   | 45-59 ans    | 20,1   |
| 19,6   | 30-44 ans    | 19,9   |
| 18,5   | 15-29 ans    | 16,8   |
| 21,2   | 0-14 ans     | 19,2   |

### Enseignement
La commune de Grandchamp, avec celle du Tartre-Gaudran, partage l'école maternelle et primaire de la commune de La Hauteville.

## Économie
L'économie du village est avant tout rurale, agricole et forestière.
Les habitants sont, pour la plupart, exclusivement résidents.

## Culture locale et patrimoine

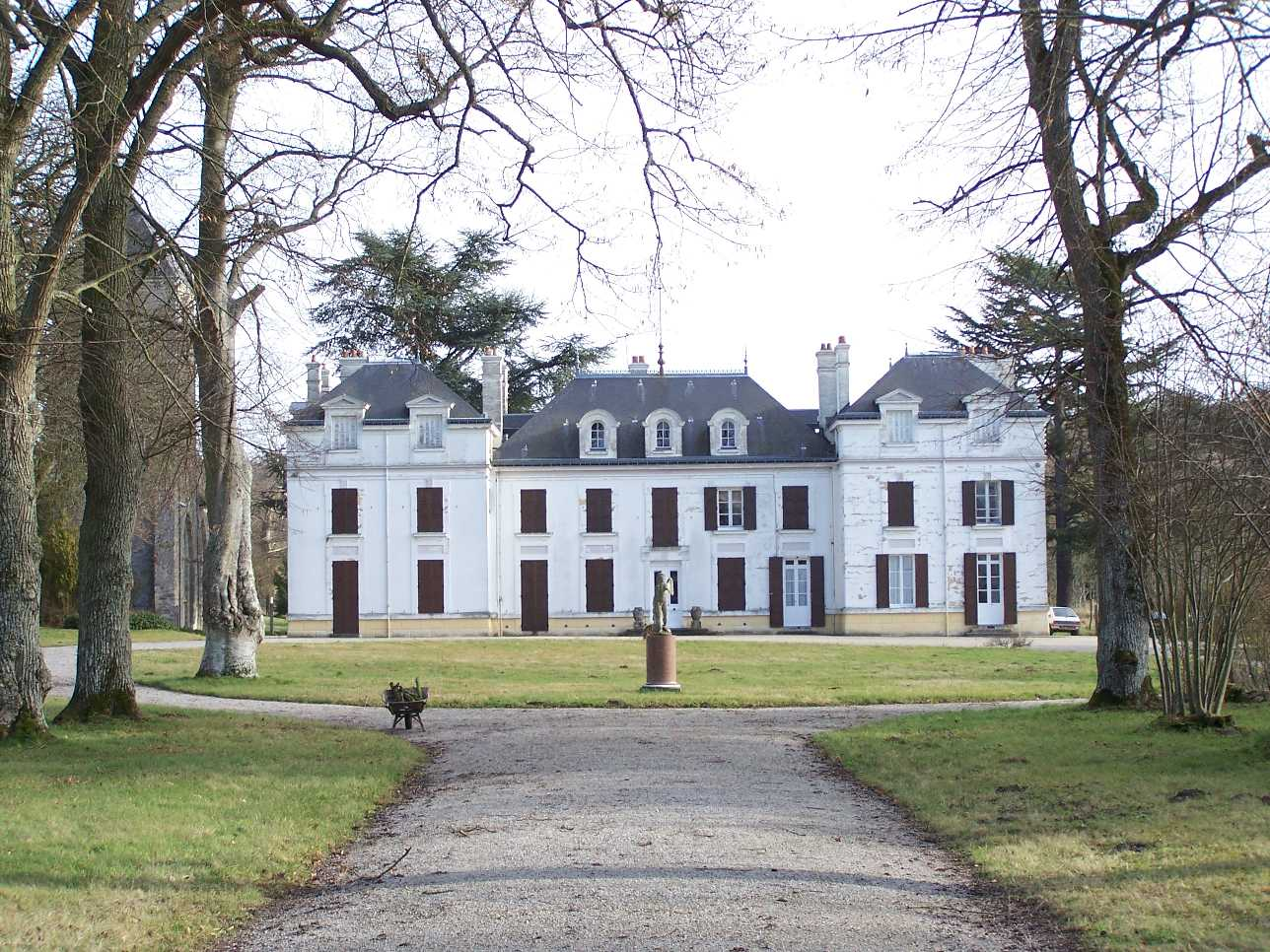
Le domaine de Grandchamp.

### Lieux et monuments
- Le domaine de Grandchamp, ancienne demeure abbatiale des prémontrés est aujourd'hui une exploitation agricole et forestière.
- La chapelle de l'abbaye, incluse dans le domaine, a été construite à la même époque que l'abbaye.
- L'église Saint-Blaise de Grandchamp, au lieu-dit de Curé a été détruite au début du XIXe siècle en même temps que le cimetière paroissial.

### Héraldique
| Blason de Grandchamp | Blason  | D'or au châtaignier terrassé de sinople, fruité du champ, au lion de gueules portant entre ses pattes antérieures une crosse du même posée en barre, brochant sur le tout. Devise / CriProtecta natura persistit (Protégée la nature persiste), symbolise la volonté des habitants de conserver le caractère rural de la commune. |
| Blason de Grandchamp | Détails | Créé à l'initiative du maire (Jean-Paul Baudot) en 2006 afin de personnaliser la commune, le blason reprend librement en premier plan, le lion figurant sur les armoiries des Prémontrés. Le statut officiel du blason reste à déterminer.                                                                                        |